# Trichorsidis hiekei
Trichorsidis hiekei är en skalbaggsart som beskrevs av Stefan von Breuning 1965. Trichorsidis hiekei ingår i släktet Trichorsidis och familjen långhorningar. Inga underarter finns listade i Catalogue of Life.